# Leksaksskallra
En leksaksskallra är en skallra som används som leksak. De är en av de första leksakerna för många barn. Leksaksskallror har funnits sedan antiken.